# Malik (titre)
Pour les articles homonymes, voir Malik.
Malik, Malek ou Melik désigne le « roi » ou « le régent » (En arabe : malik, ملك, roi). Malik désigne les rois Ghassanides (chrétiens monophysites) de Syrie méridionale (le titre peut avoir été donné par leurs suzerains byzantins), et Mulûk les Lakhmides soumis aux Perses sassanides.
Ce terme fut utilisé par les historiens abbassides pour désigner les dirigeants de la dynastie omeyyade auxquels ils ont refusé d'accorder le titre de calife les accusant d'impiété et notamment :
- d'avoir usurpé la succession de Mahomet en refusant d'instaurer comme successeur de Mahomet un descendant de sa famille ;
- d'avoir tué des membres de la famille de Mahomet ;
- d'associationnisme pour leur liens étroits avec les notables chrétiens (monophysites ou melkites).

## Source
- Article de Jacques Pons sur les Melkites dans l'Encyclopédie Universalis.